# 기탁성
기탁성(奇卓誠, ?~1179년)은 고려 중기의 무신(武臣)이다. 본관은 행주이다.
무신정변(武臣政變)에 가담하여 어사대사(御史臺事)가 되었으며 조위총(趙位寵)의 난(亂)을 평정한 공로로 문하시랑평장사(門下侍郞平章事)에 올랐다.

## 생애
의종(毅宗)의 총애를 받아 숙위군(宿衛軍)의 견룡(牽龍)으로 발탁된 뒤 위장군(衛將軍)이 되었으며 1170년에 벌어진 무신정변(武臣政變)에 가담하여 의종을 폐위시키고 명종(明宗)의 즉위와 함께 어사대사(御史臺事)가 되었다.
4년 뒤인 1174년에 조위총(趙位寵)의 난을 진압하는 데 부원수(副元帥)로 출병하여 반란을 평정한 공로로 문하시랑평장사(門下侍郞平章事) 이부판사에 올랐으며 사후에는 추충협모좌리동덕공신 수태사 문하시중(推忠協謀佐理同德功臣守太師門下侍中)에 추증되었다.
훗날 무신정권의 강력한 실권자가 되는 최충헌을 별초도령(別抄都令)으로 발탁한 인물도 바로 기탁성이다.

## 기탁성이 등장한 작품
- 《무인시대》 KBS, 2003년~2004년, 배우 : 박용식